# Christiane Nielsen
Christiane Nielsen (* 10. September 1936 in Würzburg; † 8. April 2007 in Frankfurt am Main) war eine deutsche Schauspielerin.

## Leben
Die gebürtige Christiane Maria Kraaz, Tochter einer Lehrerin, war zunächst Zahnarzthelferin. Nachdem sie Schauspielunterricht erhalten hatte, spielte sie Mitte der 1950er Jahre in München im Theater unter den Arkaden. Seit 1957 wirkte sie in zahlreichen Spielfilmen des deutschsprachigen Kinos mit. Meist blieb ihr jedoch nur die Rolle eines attraktiven Sidekicks. Ihren ersten Filmauftritt hatte sie in dem von Robert Siodmak inszenierten Spielfilm Nachts, wenn der Teufel kam, in dessen Vorspann sie noch als „Christa Nielsen“ angekündigt wurde. In dem Edgar-Wallace-Film Das Rätsel der roten Orchidee spielte sie Cora Minelli, die Frau eines Gangsterführers, die sich zuletzt an dessen Rivalen rächt.
Nach zwei gescheiterten Ehen heiratete Christiane Nielsen 1963 den algerischen Gemüsehändler Miloud Ganga, den sie 1961 in München kennengelernt hatte. Sie zog sich aus dem Filmgeschäft zurück und zog mit ihm nach Oran, wo sie ihm eine Bar einrichtete. Aus der Ehe, die schon kurz darauf scheiterte, gingen die Töchter Alia (* 1964) und Myriam (* 1965) hervor. Noch vor ihrer Scheidung im Jahr 1969 kehrte sie  mit den Töchtern nach Deutschland zurück, konnte jedoch nicht mehr an ihre Filmkarriere anknüpfen. 1967 war sie in dem Spielfilm Liebesnächte in der Taiga zu sehen. Ihre letzte Rolle war ein Auftritt in der Fernsehserie Pater Brown. Anschließend musste sie sich fortan mit diversen Tätigkeiten (u. a. als Putzfrau) finanziell über Wasser halten. Zuletzt lebte sie mit ihrem Freund und Manager Kurt Lehmann in Frankfurt am Main.

## Filmografie
- 1957: Nachts, wenn der Teufel kam
- 1957: Heimweh … dort, wo die Blumen blühn
- 1957: Das Schloß in Tirol
- 1958: Nackt wie Gott sie schuf
- 1958: Blitzmädels an die Front
- 1959: Wenn das mein großer Bruder wüßte
- 1959: Der Moralist (Il moralista)
- 1959: Frau im besten Mannesalter
- 1960: Flitterwochen in der Hölle
- 1960: Frau Warrens Gewerbe
- 1960: Die Frau am dunklen Fenster
- 1960: Im Namen einer Mutter
- 1960: Bis dass das Geld Euch scheidet…
- 1961: Eine hübscher als die andere
- 1961: Das Wunder des Malachias
- 1961: Bankraub in der Rue Latour
- 1961: Cancan und Bakarole (TV)
- 1962: Der Himmel kann warten (TV)
- 1962: Das Rätsel der roten Orchidee
- 1962: Camp der Verdammten
- 1962: Schönes Wochenende (TV)
- 1963: Stiftungsfest der fleißigen Biene (TV)
- 1963: Der arme Bitos... oder Das Diner der Köpfe (TV)
- 1963: Der Unsichtbare
- 1963: Meine Tochter und ich
- 1963: Ist Geraldine ein Engel?
- 1963: Der Tod des Handlungsreisenden (TV)
- 1964: Gewagtes Spiel: Der unersetzliche Verlust (TV)
- 1967: Liebesnächte in der Taiga
- 1968: Ein Mann namens Harry Brent (Durbridge-Mehrteiler)
- 1970: Pater Brown – Skandal um Gloria